# 韋圖利亞 (安蒂奧基亞省)
韋圖利亞是哥倫比亞的城鎮，位於該國北部，由安蒂奧基亞省負責管轄，距離首府麥德林120公里，始建於1848年，面積255平方公里，海拔高度1,600米，2009年人口16,665。
6°07′01″N 75°59′17″W / 6.117°N 75.988°W